# Rhönrad

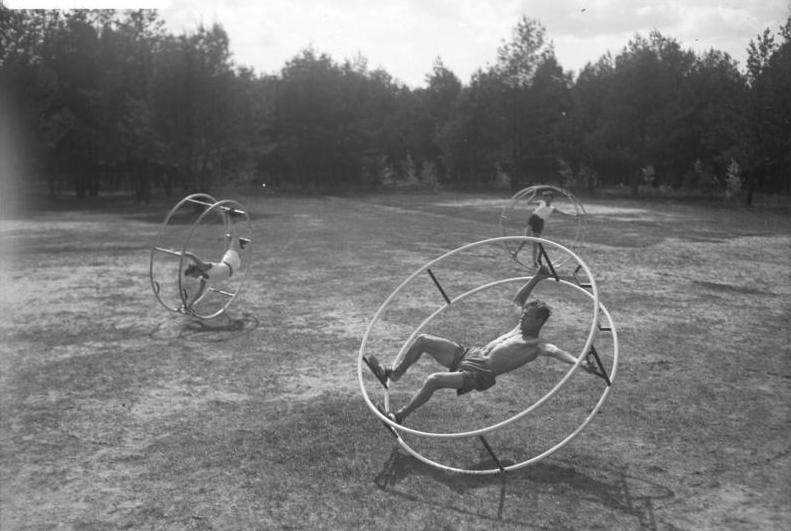
Studenten beim Rhönradturnen (1930)

Das Rhönrad ist ein Sportgerät, das aus zwei Reifen besteht, die durch sechs Sprossen – zwei einfache Stangen (Spreizsprossen), zwei Griffsprossen und zwei Brettsprossen – miteinander verbunden sind. Der Durchmesser des Rades variiert je nach Größe des Turners, sodass der Turner fast gestreckt auf den Brettern stehen kann und sich an den Griffen hält. An den Brettern können Leder- oder Stoffschlaufen, sogenannte Bindungen, befestigt werden, in denen sich der Turner mit den Füßen festklemmen kann. Es gibt Räder von 130 bis 245 cm Durchmesser. Die Räder wiegen zwischen 40 und 60 kg. Es gibt sie in verschiedener Dicke und in verschiedenen Farben.

## Geschichte
Otto Feick, der Sohn eines Schmiedes, war als Kind in zwei verbundenen Wagen-Reifen in Reichenbach (Pfalz) vor der Schmiede des Großvaters den Berg heruntergerollt. Während seiner Haft 1921 im Militärgefängnis im französisch besetzten Mainz erinnerte er sich an die Experimente in seiner Kindheit und entwickelte das gedankliche Grundkonzept für das Sportgerät. Aus der Haft entlassen, baute er es in Ludwigshafen am Rhein. Auch ein erstes Foto wurde auf dem Gelände des von ihm 1919 mitbegründeten Volksgesundheit e. V. (nun VSK Germania Niederfeld 1919 e. V.) gemacht, welches später bei der Patentanmeldung benutzt wurde. Erste Rollversuche fanden auf den Wiesen an der kleinen Blies in Ludwigshafen-Gartenstadt statt.

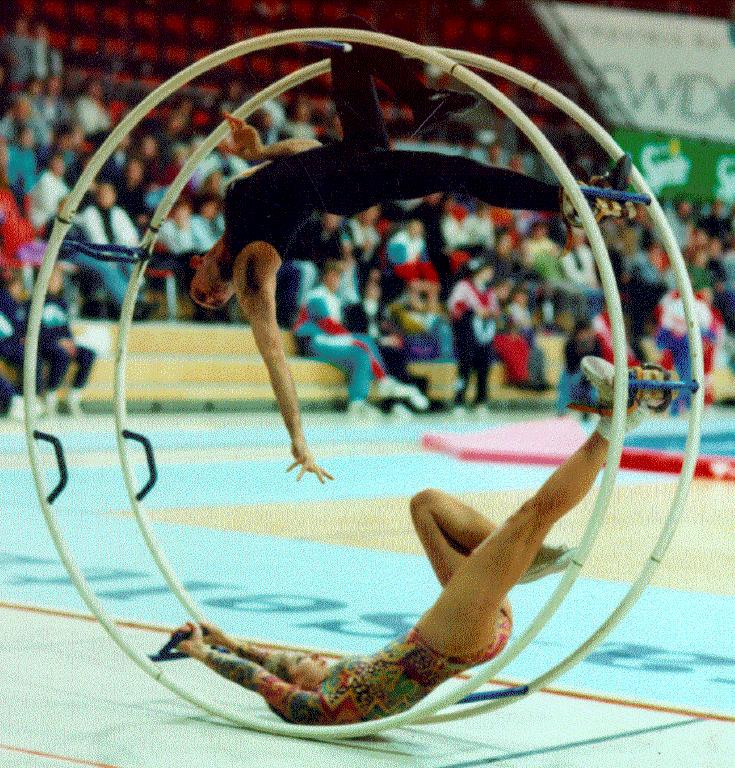
Paarturnen

1923 wurde Feick mit vielen anderen Eisenbahnern von den französischen Besatzern aus der Pfalz ausgewiesen und zog in die Heimat seiner Frau nach Schönau an der Brend in der bayerischen Rhön, wo er eine Metallverarbeitungswerkstatt eröffnete. Von dort aus meldete er im Jahre 1925 das ‚Reifenturn- und -sportgerät‘ zum Patent an, welches ihm unter der Nummer 442057 ausgestellt wurde. Den Namen ‚Rhönrad‘ ließ er erst 1926 schützen. Anfang 1926 führte er das Rhönrad in der Deutschen Hochschule für Leibesübungen im Sportforum Berlin vor. Er präsentierte es auch auf einer Erfinder- und Neuheitenmesse 1926 im Ebertpark in Ludwigshafen.
In Würzburg stellte er mit Sportlern der Eisenbahner Turn- und Sportverbände eine Mustertruppe zusammen, mit der er das Rad präsentierte. 1927 wurde Feick nach England eingeladen, um das Rhönrad auf den größten Bühnen Londons und vor englischen Fliegern vorzuführen. 1928 stellte er es in Frankreich vor, bereiste anschließend Europa, und 1929 trat er seine erste Reise in die Vereinigten Staaten an. Er trat auch mit Schulen in Verbindung, von denen einige das Rhönrad in den Sportunterricht integrierten. Zu diesen Zeiten werden auch die ersten Wettkämpfe ausgetragen, wobei vor allem Wettfahren, Wettspringen sowie Hindernisrennen auf dem Programm standen, daneben aber auch schon Pflicht- und Kürübungen in der Spirale und im Geradeturnen.
In Österreich wurde es nach vereinzelten Zeitungsmeldungen seit 1926 am 7. Oktober 1928 beim Fußball-Länderspiel Österreich-Ungarn groß vorgestellt. Vor dem Spiel und in den Pausen gab es Rhönrad-Vorführungen, und es war das erste Fußballspiel Österreichs, welches live im Radio übertragen wurde. Zu dieser Zeit war es in England schon bekannter und wurde dort wie in Berlin auch in Varietés gezeigt.
Im amerikanischen Film Dynamit aus dem Jahre 1929 (Deutschlandpremiere: Herbst 1930, Österreich: Frühjahr 1931) wird ein von Frauen bestrittenes Rhönrad-Rennen gezeigt, bei dem die Hauptfigur gewinnt. Das erste internationale Rhönradturnier fand Anfang August 1930 in Bad Kissingen statt. Bei der Berliner Sommerschau Sonne, Luft und Haus im Juli 1932 fand das erste nationale Rhönradturnier Deutschlands statt.
Bei den Olympischen Spielen 1936 wurde dieser Sport von 120 Turnern vorgeführt, war jedoch nicht olympische Disziplin. In den letzten Kriegsjahren kam der Rhönradsport vollständig zum Erliegen, auch im Ausland stagnierte das Interesse, wozu auch die deutsche Herkunft beitrug.
Nach dem Krieg begann der Aufbau sehr langsam, wobei die ersten Anfänge wiederum in Berlin und Würzburg gemacht wurden. 1956 gab es in Görlitz die ersten DDR-Meisterschaften. Beim Deutschen Turnfest 1958 in München wurde es als Wettbewerb präsentiert. Rhönradturnen wurde zuerst in die Landesturnverbände und 1959 in den Deutschen Turner-Bund aufgenommen. 1960 fanden die ersten westdeutschen Meisterschaften in Hannover statt und 1961 die ersten deutschen Vereins-Mannschaftsmeisterschaften. Otto Feick erlebte die volle Anerkennung nicht mehr, da er 1959 verstarb. Es wurde eine Kunststoffbeschichtung der Stahlreifen eingeführt. Dadurch konnte man auch in Hallen arbeiten, ohne die Böden zu beschädigen. Dies führte dazu, dass die Rollbewegung langsamer wurde und die Bodenunebenheiten wegfielen, wodurch man schwierigere Übungen ausführen konnte und die exakte Ausführung mehr Gewicht bei der Bewertung erhielt.
Durch die Gymnaestrada 1982 in Zürich sowie 1987 im dänischen Herning wurde die Basis für eine internationale Rhönradarbeit gelegt. Die Kontakte führten 1990 zur Austragung des ersten Europacup im Rhönradturnen in Taunusstein und einem 1991 in Cosenza/Italien. 1992 wurde die erste Europameisterschaft in Liestal in der Schweiz ausgetragen. Im Jahre 1995 wurden der Internationale Rhönradturn-Verband (IRV) gegründet und die 1. Rhönrad-Weltmeisterschaft in Den Helder (Niederlande) ausgetragen.
Der IRV organisiert alle zwei Jahre die Weltmeisterschaften sowie den World Team Cup.

## Disziplinen
Es gibt drei Einzel-Disziplinen:

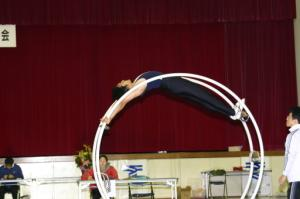
Gerade

- GeradeBeim Geradeturnen rollt das Rad auf einer Fläche von 23 mal 3 Metern auf beiden Reifen und es werden Kürübungen vorgeturnt. Teilweise werden dabei Elemente aus dem Reck- oder Barrenturnen verwendet. Es gibt Übungen, die mit Hilfe beider, einer oder ohne Bindungen ausgeführt werden. Im Erwachsenenbereich wird das Geradeturnen zu Musik, ähnlich dem Eiskunstlaufen, ausgeführt. Dabei ist es wichtig, dass die Turnerinnen und Turner zur Musik passend ihre Elemente turnen und entsprechende Akzente setzen.

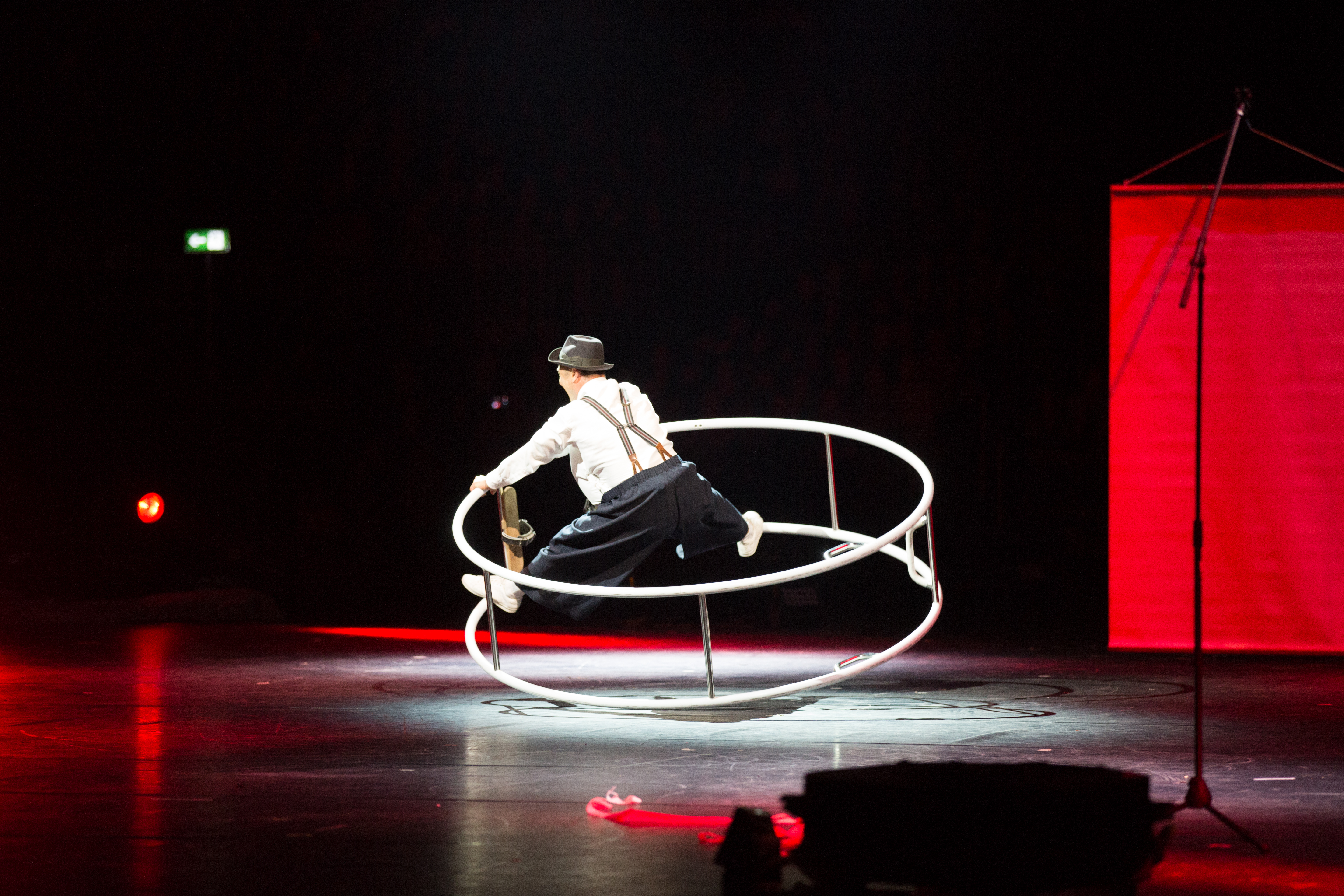
Disziplin Spirale (kleine Spirale)

- Disziplin Spirale (kleine Spirale)Beim Spiraleturnen bewegt sich das Rad auf einem der Reifen, es tellert wie bei einer Münze. In der großen Spirale hat das Rad einen Neigungswinkel von 60 Grad, in der kleinen Spirale weniger als 30 Grad. Zusätzlich gibt es noch die "vertikale Spirale" bei der das Rad fast aufrecht steht und um seine vertikale Achse dreht. Der Turner versucht das Rad durch Gewichtsverlagerung und Armzug auf der jeweiligen Höhe zu halten.

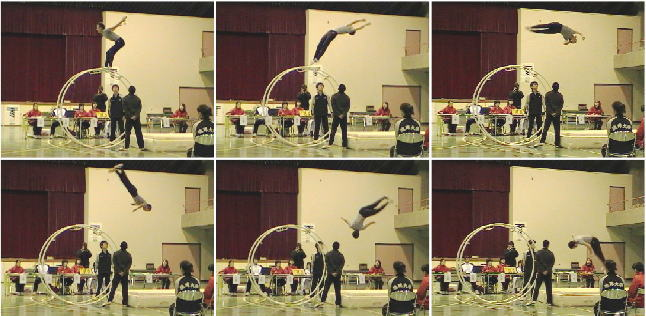
Disziplin Sprung (ohne Anlauf, sowie besteigen des Rades)

- Disziplin Sprung (ohne Anlauf, sowie besteigen des Rades)Der Sprung wird von den männlichen und seit 1999 auch von den weiblichen Turnern ausgeführt. Das Rad wird mit Schwung angeschoben. Der Turner läuft im Steigerungslauf hinter dem Rad her und lässt sich vom Schwung auf das Rad ziehen. Aus der Grätsch-, Hock- oder Standposition vollführt er dann einen Sprung auf eine Matte. Dies kann z. B. ein Strecksprung, Grätschsprung, Überschlag oder Salto sein.

Daneben gibt es für Paare die Disziplinen Partnerturnen,Synchronturnen und Partnerspirale. Diese Disziplinen sind jedoch nicht Teil des internationalen Wettkampfprogramms.
Seit einigen Jahren ist auch das Cyr Wheel im Wettkampfgeschehen verankert. 2013 wurden erstmals Weltmeisterschaften in dieser Disziplin ausgetragen.

## Code of Points
Mit dem Reglement "Code of Points 2023 +" wird genau beschrieben, wie die Küren bewertet werden. An der Weltmeisterschaft 2022 in Sønderborg präsentierte der IRV eine komplette Überarbeitung des Reglementes, welches an einer WM erstmals am Team Worldcup 2023 zum Einsatz kam.
Die Totalpunktzahl einer Kür wird wie gefolgt berechnet. In Gerade mit Musik wird vor dem Addieren der Durchschnitt der Ausführung sowie der Artistische Impression berechnet.
Schwierigkeit (max 10,0) + Ausführung (max 10,0) - Neutrale Abzüge = max 20,0 Punkte
Der Schwierigkeitswert besteht im Gerade und Spirale aus max 8,0 Punkte für die 8 schwierigsten Elemente einer Kür, sowie max 2,0 für das Erfüllen von Strukturgruppen. In Sprung wird die Schwierigkeit durch den Abgang bestimmt. 
Der Ausführungswert wird berechnet durch das Abziehen von 0.1, 0.3 oder 0.5 für eine Abweichung der idealen Körperposition. Außerdem wird 1.0 abgezogen, falls der Turner fällt oder der Trainer das Rad berührt.
Das Kampfgericht besteht meist aus 4 Ausführungskampfrichtern, 1 oder 2 Schwierigkeitskampfrichtern, 1 Oberkampfrichter, sowie in Geradeturnen mit Musik 4 Kampfrichter für Artistische Impressionen.

## Weltmeisterschaften
Die Weltmeisterschaften werden alle zwei Jahre vom Internationalen Rhönradturn-Verband ausgerichtet.
| Nr. | Jahr    | Austragungsort      | Land                |
| --- | ------- | ------------------- | ------------------- |
| 1   | 1995    | Den Helder          | Niederlande         |
| 2   | 1997    | Antwerpen           | Belgien             |
| 3   | 1999    | Limburg an der Lahn | Deutschland         |
| 4   | 2001    | Liestal             | Schweiz             |
| 5   | 2003    | Lillehammer         | Norwegen            |
| 6   | 2005    | Aachen Bütgenbach   | Deutschland Belgien |
| 7   | 2007    | Salzburg            | Österreich          |
| 8   | 2009    | Baar                | Schweiz             |
| 9   | 2011    | Arnsberg            | Deutschland         |
| 10  | 2013    | Chicago             | Vereinigte Staaten  |
| 11  | 2015    | Lignano Sabbiadoro  | Italien             |
| 12  | 2016 *  | Cincinnati          | Vereinigte Staaten  |
| 13  | 2018    | Magglingen          | Schweiz             |
| –   | 2020 ** | New York            | Vereinigte Staaten  |
| 14  | 2022    | Sønderborg          | Dänemark            |
| 15  | 2024    | Almere              | Niederlande         |

* 2015 entschied sich der IRV den Bewerb alle geraden Jahre auszutragen. 
** Die WM 2020 sollte in New York stattfinden, wurde allerdings aufgrund der COVID-19-Pandemie erst auf 2021 verschoben und später komplett gestrichen.

### Weltmeister

#### Männer
| Nr. | Jahr | Gerade             | Spirale            | Sprung             | Zweikampf         | Dreikampf          |
| --- | ---- | ------------------ | ------------------ | ------------------ | ----------------- | ------------------ |
| 1   | 1995 | Wolfgang Bientzle  | Wolfgang Bientzle  | —                  | —                 | —                  |
| 2   | 1997 | Miroslav Zorbic    | Norbert Sinz       | —                  | —                 | —                  |
| 3   | 1999 | Wolfgang Bientzle  | Wolfgang Bientzle  | Wolfgang Bientzle  | Wolfgang Bientzle | Wolfgang Bientzle  |
| 4   | 2001 | Jan Schäfer        | Jan Schäfer        | Jan Schäfer        | —                 | Jan Schäfer        |
| 5   | 2003 | Julius Petri       | Julius Petri       | Jan Schäfer        | —                 | Julius Petri       |
| 6   | 2005 | Achus Emeis        | Constantin Malchin | Achus Emeis        | —                 | Achus Emeis        |
| 7   | 2007 | Achus Emeis        | Constantin Malchin | Motonobu Tamura    | —                 | Achus Emeis        |
| 8   | 2009 | Robert Maaser      | Robert Maaser      | Robert Maaser      | —                 | Robert Maaser      |
| 9   | 2011 | Boy Looijen        | Christoph Clausen  | Robert Maaser      | —                 | Robert Maaser      |
| 10  | 2013 | Kazuya Ezuka       | Motonobu Tamura    | Yasuhiko Takahashi | —                 | Yasuhiko Takahashi |
| 11  | 2015 | Yasuhiko Takahashi | Max Brinkmann      | Yasuhiko Takahashi | —                 | Yasuhiko Takahashi |
| 12  | 2016 | Yasuhiko Takahashi | Marcel Schawo      | Yasuhiko Takahashi | —                 | Marcel Schawo      |
| 13  | 2018 | Carsten Heimer     | Yasuhiko Takahashi | Yasuhiko Takahashi | —                 | Yasuhiko Takahashi |
| 14  | 2022 | Simon Rufener      | Malte Schröder     | Ryuichi Goto       | —                 | Simon Rufener      |
| 15  | 2024 | Simon Rufener      | Johannes Stolper   | Ryuichi Goto       | —                 | Simon Rufener      |

#### Frauen
| Nr. | Jahr | Gerade                                         | Spirale                            | Sprung           | Zweikampf    | Dreikampf      |
| --- | ---- | ---------------------------------------------- | ---------------------------------- | ---------------- | ------------ | -------------- |
| 1   | 1995 | Maike Klatte                                   | Maike Klatte                       | —                | —            | —              |
| 2   | 1997 | Claudia Geyer                                  | Janin Oer                          | —                | —            | —              |
| 3   | 1999 | Katja Homeyer                                  | Maike Klatte                       | Lena Bertelsen   | Maike Klatte | Maike Klatte   |
| 4   | 2001 | Julia Pohling                                  | Julia Pohling                      | Julia Pohling    | —            | Julia Pohling  |
| 5   | 2003 | Janin Oer                                      | Janin Oer                          | Naomi Kunihiro   | —            | Julia Pohling  |
| 6   | 2005 | Janin Oer                                      | Nadine Burkhardt                   | Takako Hiwa      | —            | Janin Oer      |
| 7   | 2007 | Cécile Meschberger                             | Janin Oer                          | Heidi Hagen      | —            | Janin Oer      |
| 8   | 2009 | Jenny Hoffmann                                 | Kathrin Schad                      | Kirstin Heerdink | —            | Svenja Trepte  |
| 9   | 2011 | Laura Stullich                                 | Svenja Trepte                      | Kirstin Heerdink | —            | Laura Stullich |
| 10  | 2013 | Laura Stullich                                 | Kathrin Schad                      | Sarah Metz       | —            | Riccarda Vogel |
| 11  | 2015 | Cheyenne Rechsteiner                           | Yana Looft                         | Sarah Metz       | —            | Lilia Lessel   |
| 12  | 2016 | Lilia Lessel                                   | Yana Looft                         | Lilia Lessel     | —            | Lilia Lessel   |
| 13  | 2018 | Kira Homeyer                                   | Cheyenne Rechsteiner, Lilia Lessel | Myrna van Berkel | —            | Kira Homeyer   |
| 14  | 2022 | Birgit Halwachs, Karina Peisker, Horiguchi Aya | Lilia Lessel                       | Sarah Metz       | —            | Karina Peisker |
| 15  | 2024 | Kira Homeyer                                   | Cheyenne Rechsteiner               | Armoni Inbar     | —            | Kira Homeyer   |

#### Herren Jugend
| Nr. | Jahr | Gerade         | Spirale         | Sprung             | Mehrkampf      |
| --- | ---- | -------------- | --------------- | ------------------ | -------------- |
| 6   | 2005 | Robert Maaser  | Simon Knapp     | Simon Knapp        | Simon Knapp    |
| 7   | 2007 | Robert Maaser  | Maren Opfermann | Robert Maaser      | Robert Maaser  |
| 8   | 2009 | Markus Büttner | Markus Büttner  | Max Brinkmann      | Markus Büttner |
| 9   | 2011 | Marvin Homeyer | Marvin Homeyer  | Daniel Sternberger | Tim Reiter     |
| 10  | 2013 | Ori Milbauer   | Marvin Homeyer  | Luca Christ        | Luca Christ    |
| 11  | 2015 | Carsten Heimer | Luca Christ     | Luca Christ        | Luca Christ    |
| 12  | 2016 | Milan Lessel   | Luca Christ     | Luca Christ        |                |
| 13  | 2018 | Milan Lessel   | Milan Lessel    | Jakon Kremer       | Milan Lessel   |
| 14  | 2022 | Ohad Madlal    | Jamal Kiel      | Uri Porat          | Ohad Madlal    |
| 15  | 2024 | Timon Peter    | Patrick Møller  | Aquila Ziddah      | Timon Peter    |

#### Damen Jugend
| Nr. | Jahr | Gerade                       | Spirale         | Sprung                        | Mehrkampf                     |
| --- | ---- | ---------------------------- | --------------- | ----------------------------- | ----------------------------- |
| 6   | 2005 | Laura Stullich               | Laura Stullich  | Laura Stullich                | Laura Stullich                |
| 7   | 2007 | Victoria Hennighausen        | Maren Opfermann | Anouschka Welsing             | Victoria Hennighausen         |
| 8   | 2009 | Noam Horenstein              | Sandra Trepte   | Sarah Metz                    | Mareike Jochem                |
| 9   | 2011 | Riccarda Vogel               | Riccarda Vogel  | Riccarda Vogel                | Riccarda Vogel                |
| 10  | 2013 | Theresa Münker               | Jana Holtermann | Kira Homeyer                  | Kira Homeyer                  |
| 11  | 2015 | Kira Homeyer                 | Kira Homeyer    | Kira Homeyer                  | Kira Homeyer                  |
| 12  | 2016 | Noa Dery                     | Sannah Boer     | Caroline Schulze              |                               |
| 13  | 2018 | Tomer Shusheim / Tamar Barak | Karina Peisker  | Karina Peisker / Inbar Armoni | Eiche Franka / Karina Peisker |
| 14  | 2022 | Lea Gmeiner                  | Emma Gerlitz    | Mia Schmidt                   | Emma Gerlitz                  |
| 15  | 2024 | Annika Wasmuth               | Frieda Wilke    | Bar Dubinsky                  | Sophie Julius                 |

#### Mannschaft Seniors
| Nr. | Jahr | Mannschaft  | Mitglieder                                                                                       |
| --- | ---- | ----------- | ------------------------------------------------------------------------------------------------ |
| 1   | 1995 | —           |                                                                                                  |
| 2   | 1997 | —           |                                                                                                  |
| 3   | 1999 | Deutschland | Katja Homeyer, Ines Meurer, Janin Oer, Maike Klatte, Wolfgang Bientzle, Nico Budniok             |
| 4   | 2001 | Deutschland | Julia Pohling, Janin Oer, Ursula Kömen, Jan Schäfer, Julius Petri, Constantin Malchin            |
| 5   | 2003 | Deutschland | Jan Schäfer, Julia Pohling, Janin Oer, Constantin Malchin, Holger Schneider, Julius Petri        |
| 6   | 2005 | Deutschland | Nadine Burkhard, Katrin Schwaben, Janin Oer, Julius Petri, Achus Emeis, Constantin Malchin       |
| 7   | 2007 | Deutschland | Janin Oer, Julius Petri, Achus Emeis, Constantin Malchin, Sabine Bierfreund, Christoph Clausen   |
| 8   | 2009 | Deutschland | Jenny Hoffmann, Julia Pohling, Constantin Malchin, Robert Maaser, Simon Knapp, Christoph Clausen |
| 9   | 2011 | Deutschland | Jenny Hoffmann, Svenja Trepte, Laura Stullich, Kathrin Schad, Robert Maaser, Christoph Clausen   |
| 10  | 2013 | Deutschland | Svenja Trepte, Christoph Clausen, Riccarda Vogel, Kathrin Schad, Sarah Metz, Laura Stullich      |
| 11  | 2015 | Deutschland | Yana Looft, Marcel Schawo, Sarah Metz, Lilia Lessel, Jasmin Schönbach, Dirk Wünsch               |
| 12  | 2016 | Deutschland | Homeyer Kira, Looft Yana, Metz Sarah, Koyama Nobuhiro, Lessel Lilia, Schawo Marce                |
| 13  | 2023 | Deutschland | Emma Gerlitz, Johannes Stolper, Karina Peisker, Kira Homeyer, Lilia Lessel, Malte Schröder       |
| 14  | 2025 | Deutschland | Lea Gmeiner, Malte Schröder, Karina Peisker, Johannes Stolper, Emma Gerlitz                      |

#### Mannschaft Junioren
| Nr. | Jahr | Mannschaft     | Mitglieder |
| --- | ---- | -------------- | --- |
| 1   | 2023 | Deutschland    | Jamal Kiel, Johanna Calmano, Sophie Julius, Ella Köhler, Frieda Wilke, Mia Schmidt                                                    |
| 2   | 2025 | Schweiz Israel | Schweiz: Meret Stark, Timon Peter, Olivia Suter, Elea Peter Israel: Gali Yarsky, Bar Dubinsky, Naomi Livne, Roni Ezra, Roni Schusheim |

### Nationenwertung
| Rang | Nation         | Titel |
| ---- | -------------- | ----- |
| 1    | Deutschland    | 73    |
| 2    | Japan          | 10    |
| 3    | Niederlande    | 3     |
| 4    | Norwegen       | 2     |
| 4    | Schweiz        | 2     |
| 6    | BR Jugoslawien | 1     |

## Liste von Internationalen Wettkämpfen
Name, Nächste Austragung (Ort / Datum)
- Austrian Open: Salzburg (Österreich) / 23. November 2024[22]
- Danish Open: Sonderburg (Dänemark) / 9. November 2024[23]
- Belgian Open, Eupen (Belgien) / noch offen[24]
- Team Worldcup: Leipzig (Deutschland) / 1. Juni 2025[25]
- Weltmeisterschaften: Göttingen (Deutschland), 29. Juni bis 5. Juli 2026[26]

## Trivia

Wappen Schönau an der Brend

- Das Rhönrad-Lied wurde bisweilen nach Rhönrad-Vorführungen gesungen: „Beim Sport man wirklich es erst schön hat, besitzt zum Üben man ein Rhönrad.“[27]
- Die Gemeinde Schönau an der Brend, in der das Rhönrad erfunden wurde, führt im Wappen ein Rhönrad.[28]
- Nach dem Sportgerät ist das Turnspiel Rhönrad benannt.
- Der Rhönrad-Artist Shahin Tivay Sadatolhosseini lief 2015 zu Fuß mit dem Rhönrad von Aachen bis in sein Geburtsland Iran. 2021 machte er sich mit dem Rhönrad auf nach Westeuropa mit dem Ziel USA.[29][30]